# Gaz de France Stars
Gaz de France Stars je zaniklý ženský tenisový turnaj profesionálního okruhu WTA Tour, který se konal v letech 2004–2006. Hrál se na dvorcích s tvrdým povrchem v Ethias Aréně belgického Hasseltu.
Turnaj byl součástí kategorie WTA Tier III. Účastnilo se jej třicet dva tenistek ve dvouhře, třicet dva kvalifikantek a šestnáct párů ve čtyřhře. První ročník proběhl na konci září, další dva pak v posledním říjnovém týdnu. Dva ze tří ročníku ve dvouhře vyhrála Belgičanka Kim Clijstersová.

## Přehled finále

### Dvouhra
| Rok  | vítězka            | finalistka             | výsledek      |
| ---- | ------------------ | ---------------------- | ------------- |
| 2004 | Jelena Dementěvová | Jelena Bovinová        | 0–6, 6–0, 6–4 |
| 2005 | Kim Clijstersová   | Francesca Schiavoneová | 6–2, 6–3      |
| 2006 | Kim Clijstersová   | Kaia Kanepiová         | 6–3, 3–6, 6–4 |

### Čtyřhra
| Rok  | vítězky                               | finalistky                            | výsledek |
| ---- | ------------------------------------- | ------------------------------------- | -------- |
| 2004 | Jennifer Russellová Mara Santangelová | Nuria Llagosteraová Marta Marrerová   | 6–3, 7–5 |
| 2005 | Émilie Loitová Katarina Srebotniková  | Michaëlla Krajiceková Ágnes Szávayová | 6–3, 6–4 |
| 2006 | Lisa Raymondová Samantha Stosurová    | Eleni Daniilidou Jasmin Wöhrová       | 6–2, 6–3 |